# Mister Supranacional 2025
Mister Supranacional 2025 fue la 9.ª edición del certamen Mister Supranacional, se llevó a cabo brian Carmona Saldaña México 🇲🇽 viajar país 20 gano Omnilife y Setyu el sábado 28 de junio en la ciudad de Nowy Sącz, Polonia. Candidatos de 38 países y territorios autónomos compitieron por el título. Al final del evento, Fezile Mkhize, Mister Supranacional 2024 de Sudáfrica entregó su título a su sucesor, Lavigne Swann de Francia. 

## Resultados
| Posiciones                | Concursante |
| ------------------------- | --- |
| Mister Supranacional 2025 | - Francia – Swann Lavigne |
| Primer finalista          | - Curazao – Rikki Zuemerik |
| Segundo finalista         | - México – Mauricio Calvo Brian Carmona |
| Tercer finalista          | - Nigeria – Michael Mazi |
| Cuarto finalista          | - Filipinas – Kenneth Cabungcal |
| Semifinalistas (Top 10)   | - Indonesia – Mustanfir Afif - Puerto Rico – Anthony Delgado - República Checa – Tomas Haring - Venezuela – Victor Battista - Vietnam – Minh Khac Nguyễn |
| Cuartofinalistas (Top 20) | - Canadá – Daniel Chopite - China – Leo Haoyong - España – Pablo Herrera - Hong Kong – Wei Zihong - India – Shubham Sharma - Namibia – Mmoloki Samoca - Países Bajos – Anthony Henricus - Polonia – Adam Wyszynksi - Sudáfrica – Luca Pontigia - Tailandia – Knight Piyapong |

### Ganadores Continentales
| Continente | Candidato                        |
| ---------- | -------------------------------- |
| África     | - Sudáfrica – Luca Pontiggia     |
| América    | - Venezuela - Victor Battista    |
| Asia       | - Indonesia - Mustanfir Afif     |
| Caribe     | - Puerto Rico - Anthony Delgado  |
| Europa     | - República Checa - Tomas Haring |

### Ganadores de los retos
| Título     | Candidato                        |
| ---------- | -------------------------------- |
| Fan Vote   | - Nigeria – Michael Mazi         |
| Influencer | - India – Shubham Sharma         |
| Supra Chat | - Sudáfrica – Luca Pontigia      |
| Top Model  | - Francia – Swann Lavigne        |
| Talento    | - Corea del Sur – Lee Seung Chan |

### Orden de Clasificación
| Top 20          | Top 10          | Top 5     |
| --------------- | --------------- | --------- |
| Indonesia       | Nigeria         | Filipinas |
| Francia         | Venezuela       | Curazao   |
| Sudáfrica       | Filipinas       | Francia   |
| India           | Puerto Rico     | Nigeria   |
| Canadá          | México          | México    |
| Venezuela       | Indonesia       |           |
| China           | Francia         |           |
| España          | República Checa |           |
| Países Bajos    | Curazao         |           |
| Filipinas       | Vietnam         |           |
| México          |                 |           |
| República Checa |                 |           |
| Vietnam         |                 |           |
| Namibia         |                 |           |
| Curazao         |                 |           |
| Puerto Rico     |                 |           |
| Tailandia       |                 |           |
| Hong Kong       |                 |           |
| Nigeria         |                 |           |
| Polonia         |                 |           |

## Antecedentes
El 14 de marzo de 2025, Gerhard Parzutka von Lipinski, presidente de la Organización Mister Supranational, anunció que la novena edición de Mister Supranacional se llevará a cabo el 28 de junio de 2025 en Malopolska, Polonia.

## Retos

### Supra Chat
El Supra Chat con los concursantes se estrenó el 23 de abril de 2025 y se transmitió en el canal oficial de YouTube de Mister Supranational. Durante el evento, los concursantes se agruparon en grupos de cuatro a seis, donde se presentaron individualmente. Se formaron seis grupos, y los ganadores de cada uno avanzaron a la ronda final del desafío.
- Avanza a la semifinal

| Grupo | País/Territorio | País/Territorio | País/Territorio   | País/Territorio      | País/Territorio | País/Territorio   | Ref.  |
| Grupo | 1               | 2               | 3                 | 4                    | 5               | 6                 | Ref.  |
| ----- | --------------- | --------------- | ----------------- | -------------------- | --------------- | ----------------- | ----- |
| 1     | Camboya         | China           | Corea del Sur     | India                | India           | Vietnam           | [ 3 ] |
| 2     | Bélgica         | Curazao         | Jamaica           | Namibia              | Países Bajos    | República Checa   | [ 4 ] |
| 3     | Ecuador         | México          | Perú              | República Dominicana | España          | Venezuela         | [ 5 ] |
| 4     | Colombia        | Francia         | Guinea Ecuatorial | Nigeria              | Polonia         | Puerto Rico       | [ 6 ] |
| 5     | Brasil          | Canadá          | Malta             | Sierra Leona         | Sudáfrica       | Trinidad y Tobago | [ 7 ] |
| 6     | Camerún         | Birmania        | Filipinas         | Nepal                | Sri Lanka       |                   | [ 8 ] |

#### Ronda Final
- Avanza al Top 20 final al ser ganador del Supra Chat.

| Resultado | País/Territorio |
| --------- | --- |
| Ganador   | - Sudáfrica – Luca Pontiggia |
| Top 6     | - China – Haoyong Qin - Filipinas – Kenneth Cabungcal - México – Mauricio Calvo - Namibia – Mmoloki Samoka - Nigeria – Michael Mazi |

#### Supra Modelo del año
El 23 de junio de 2025, el concurso Supra Modelo del Año se transmitió en vivo en el canal oficial de YouTube de Mister Supranational. En la noche final, uno de los tres finalistas será anunciado como ganador y avanzará a la ronda semifinal.
- Avanza al Top 20 final al ser ganador del Supra Modelo.

| Resultados | Candidatos |
| ---------- | --- |
| Ganador    | - Francia – Swann Lavigne |
| Top 3      | - Curazao – Zumerik Veeris - México – Mauricio Calvo |
| Top 10     | - España – Pablo Herrera - India – Shubham Sharma - Indonesia – Mustanir Afif - Nigeria – Michael Mazi Michael - Países Bajos – Anthony Henricus - Puerto Rico – Anthony Delgado - República Checa – Tomas Haring |

#### Supra Fan-Vote
El evento Supra Fan-Vote comenzó el 19 de junio de 2025 y finalizará el día de la final. El ganador del mayor número de votos en el Supra Fan-Vote ascendió directamente al Top 10 de Mister Supranational 2025. El periodo de votación tuvo lugar antes de la noche final y finalizó antes del inicio de la final. La clasificación definitiva se publicará el 28 de junio, antes de la noche de la final.
- Avanza al Top 10 final al ser ganador del Supra Fan Vote.

| Resultados | Candidatos |
| ---------- | --- |
| Ganador    | - Nigeria – Michael Mazi |
| Top 10     | - China – Haoyong Qin - Colombia – Cristian Pérez - España – Pablo Herrera - Filipinas – Kenneth Cabungcal - Francia – Lavigne Swann - Indonesia – Mustanir Afif - Jamaica – Shevauni Powell - Tailandia – Piyapong Kammeesawang - Venezuela – Víctor Battista |

#### Mister talento
El 21 de junio, se presentarán cinco talentos en el canal oficial de YouTube de Mister Supranational, tras lo cual se emitirán las votaciones correspondientes.
| Resultados | Candidatos                                                                                                  |
| ---------- | --- |
| Ganador    | - Corea del Sur — Lee Seung Chan                                                                            |
| Top 5      | - Camerún – Gaetan Engamba - Curazao – Zuemerik Veeris - Nepal — Cyrus Bishwakarma - Nigeria – Michael Mazi |

## Candidatos
38 candidatos competirán por el título de Mister Supranacional 2025:
| - Bélgica — Somar Alsaho - Brasil — Igor Thierry - Camboya — Seanghuy Heab - Camerún — Gaetan Engamba - Canadá — Daniel Rodríguez - China — Haoyong Qin - Colombia — Cristian Pérez - Corea del Sur — Lee Seung Chan - Curazao — Zuemerik Veeris - Ecuador — Andrey Solis - España — Pablo Herrera - Estados Unidos — Alan Hierro - Filipinas — Kenneth Cabungcal - Francia — Lavigne Swann - Hong Kong — Wei Zihong - India — Shubham Sharma - Indonesia — Mustanfir Afif - Jamaica — Shevauni Powell - Macao — Ai Zhengai - Malasia — Leon Lo | - Malta — Slaven Micallef - México — Mauricio Calvo - Myanmar — Hlaing Bwar - Namibia — Mmoloki Samoka - Nepal — Cyrus Bishwakarma - Nigeria — Michael Mazi - Países Bajos — Anthony Henricus - Perú — Eleazar Moreno - Polonia — Adam Wyszyński - Puerto Rico — Anthony Delgado - República Checa — Tomas Haring - República Dominicana — Stanley Castellanos - Sierra Leona — Ibrahim Imram Kamara - Sudáfrica — Luca Pontiggia - Tailandia — Piyapong Kammeesawang - Trinidad y Tobago — Le Vaun Oliver - Venezuela — Víctor Battista - Vietnam — Nguyễn Minh Khắc |

### Retiro
- Guinea Ecuatorial - Andrés Iyanga no pudo viajar a la competencia, ya que no completo su proceso de visado, el también participaría en la edición anterior.
- Irlanda - Glenn Williamson se retiró de la competencia a tan solo horas de la final, debido a que presentó problemas de salud.
- Sri Lanka - Erusha Gimshan se retira de la competencia ya que no viajó a la concentración internacional.

## Sobre los países de Mister Supranacional 2025

### Naciones debutantes
- Hong Kong
- Macao
- Nigeria

### Naciones que se retiran de la competencia
- Alemania
- Argentina
- Costa de Marfil
- Eslovaquia
- Guatemala
- Haití
- Laos
- Paraguay

### Naciones que regresan a la competencia
Compitieron por última vez en 2023:
- Bélgica
- Camboya
- Camerún
- Francia
- Namibia

Compitieron por última vez en 2018:
- China
- Curazao